# Placozoa
Placozoa este o încrengătură de animale nevertebrate multicelulare, însă fără diferențiere a organelor. Încrengătura cuprinde o singură specie existentă - Trichoplax adhaerens - descoperită în 1883 . Denumirea taxonului provine de la cuvintele grecești „placo” - plat și „zoa” - animal .

## Legături externe
Materiale media legate de Placozoa la Wikimedia Commons